# 达罗
达罗，是西班牙安达卢西亚自治区格拉纳达省的一个市镇。总面积51平方公里，2001年普查總人口數為1566人，人口密度為每平方公里31人。